# Wahlbezirk Österreich unter der Enns 8
Der Wahlbezirk Österreich unter der Enns 8 war ein Wahlkreis für die Wahlen zum Abgeordnetenhaus im österreichischen Kronland Österreich unter der Enns. Der Wahlbezirk wurde 1907 mit der Einführung der Reichsratswahlordnung geschaffen und bestand bis zum Zusammenbruch der Habsburgermonarchie.

## Geschichte
Nachdem der Reichsrat im Herbst 1906 das allgemeine, gleiche, geheime und direkte Männerwahlrecht beschlossen hatte, wurde mit 26. Jänner 1907 die große Wahlrechtsreform durch Sanktionierung von Kaiser Franz Joseph I. gültig. Mit der neuen Reichsratswahlordnung schuf man insgesamt 516 Wahlbezirke, wobei mit Ausnahme Galiziens in jedem Wahlbezirk ein Abgeordneter im Zuge der Reichsratswahl gewählt wurde. Der Abgeordnete musste sich dabei im ersten Wahlgang oder in einer Stichwahl mit absoluter Mehrheit durchsetzen. Der Wahlkreis Österreich unter der Enns 8 umfasste jenen Teil des 3. Wiener Gemeindebezirk Landstraße, der südöstlich der Linie Landstraßer Hauptstraße und Rennweg liegt.
Aus der Reichsratswahl 1907 ging Leopold Steiner (Christlichsoziale Partei) im ersten Wahlgang als Sieger hervor. Bei der Reichsratswahl 1911 setzte sich der Sozialdemokrat Leopold Winarsky durch, der jedoch während der Legislaturperiode im November 1915 verstarb. Auf Grund des Ersten Weltkriegs fanden jedoch keine Nachwahlen stand.

## Wahlergebnisse
Die Darstellung der Wahlergebnisse orientiert sich an den von der k .k. Statistischen Zentralkommission herausgegebenen Zahlen, die auf die Parteistellung der Kandidaten fokussiert sind. Teilweise wurden dabei Kandidaten gleicher Parteistellung separat dargestellt, teilweise zusammengerechnet. Daher können die angegebenen Zahlen für die Kandidaten im ersten Wahlgang auch (geringe) Stimmen anderer Kandidaten gleicher Parteistellung enthalten (siehe Anmerkungen).

### Reichsratswahl 1907
Die Reichsratswahl 1907 wurde am 14. Mai 1907 (erster Wahlgang) durchgeführt. Die Stichwahl entfiel auf Grund der absoluten Mehrheit von Leopold Steiner im ersten Wahlgang.
| Kandidat                                                                       | Partei                                   | Wahlkreis- stimmen | Stimmen- anteil |
| ------------------------------------------------------------------------------ | ---------------------------------------- | ------------------ | --------------- |
| Leopold Steiner                                                                | Christlichsoziale Partei                 | 5939               | 54,8 %          |
| Johann Bernt                                                                   | Sozialdemokratische Arbeiterpartei       | 3424               | 31,6 %          |
| von Emperger                                                                   | deutsch-nationale/alldeutsche Kandidaten | 1094               | 10,1 %          |
|                                                                                | tschechischer Kandidat                   | 209                | 1,9 %           |
| Sonstige                                                                       |                                          | 169                | 1,6 %           |
| Wahlberechtigte: 12.457, Ungültige/Leere Stimmen: 355, Wahlbeteiligung: 89,8 % |                                          |                    |                 |

### Reichsratswahl 1911
Die Reichsratswahl 1911 wurde am 13. Juni 1911 (erster Wahlgang) sowie am 20. Juni 1911 (Stichwahl) durchgeführt.

#### Erster Wahlgang
| Kandidat                                                                      | Partei                             | Wahlkreis- stimmen | Stimmen- anteil |
| ----------------------------------------------------------------------------- | ---------------------------------- | ------------------ | --------------- |
| Leopold Steiner                                                               | Christlichsoziale Partei           | 4450               | 41,1 %          |
| Leopold Winarsky                                                              | Sozialdemokratische Arbeiterpartei | 3966               | 36,6 %          |
| Friedrich Jambor                                                              | deutsch-nationaler Kandidat        | 1378               | 12,7 %          |
| Alexander von Dorn                                                            | deutsch-freiheitliche Partei       | 530                | 13,2 %          |
| Franz Motzke                                                                  | tschechisch-nationaler Kandidat    | 251                | 2,3 %           |
| Vetter                                                                        | deutsch-nationaler Kandidat        | 47                 | 0,4 %           |
|                                                                               | wirtschaftspolitische Reichspartei | 32                 | 0,3 %           |
| Sonstige                                                                      |                                    | 172                | 1,6 %           |
| Wahlberechtigte: 13.234, Ungültige/Leere Stimmen: 674, Wahlbeteiligung:86,9 % |                                    |                    |                 |

#### Stichwahl
| Kandidat                                                                 | Partei                             | Wahlkreis- stimmen | Stimmen- anteil |
| ------------------------------------------------------------------------ | ---------------------------------- | ------------------ | --------------- |
| Leopold Winarsky                                                         | Sozialdemokratische Arbeiterpartei | 5532               | 52,3 %          |
| Leopold Steiner                                                          | Christlichsoziale Partei           | 5046               | 47,7 %          |
| Wahlberechtigte: 13.234, Ungültige Stimmen: 194, Wahlbeteiligung: 85,7 % |                                    |                    |                 |